# سرگئی کازاکوف
سرگئی کازاکوف (انگلیسی: Sergey Kazakov؛ زادهٔ ۸ ژوئیهٔ ۱۹۷۶) بوکسور اهل روسیه است.